# Червеноклюна гарга
Червеноклюна гарга (Pyrrhocorax pyrrhocorax) е птица от семейство Вранови.

## Физически характеристики
Птицата представлява средноголяма врана с тънък червен клюн, закривен надолу. Възрастните са лъскавочерни с преливащи метални оттенъци. Краката са яркочервени. Младите са кафяви с кафяви крака и оранжев клюн.

## Разпространение
Среща се в скалисти планински области, по крайбрежни скали и канари.
Днес в пределите на България е изчезнал вид. Последното ѝ документирано наблюдение е от 1940-те г. в планината Славянка. Многобройни са палеонтологичните доказателства за разпространението на вида в България през плейстоцена. По данни на палеоорнитолога проф. Златозар Боев, нейни костни останки са открити в Деветашка пещера, Ръжишка пещера, унищожена пещера в кариерата за варовици до с. Кунино и др.. За първи път в България във фосилно състояние видът е намерен през 1980-те г. в пещерата Бачо Киро от полския палеоорнитолог Zygmunt Bochenski 

## Начин на живот и хранене
Често се среща в групи от десет и повече гарги заедно.